# Mutant Enemy Productions
Mutant Enemy Productions és una companyia productora creada el 1996 per Joss Whedon per produir Buffy the Vampire Slayer. La companyia també va produir el spin-off de Buffy, Angel, i les seves dues sèries de ciència-ficció de curta vida, el Space Western Firefly i el seu concepte d'alta concepció Dollhouse, produïdes per 20th Century Fox Television. Mutant Enemy també va produir la sèrie d'internet del Dr. Horrible's Sing-Along Blog i la pel·lícula The Cabin in the Woods. Mutant Enemy produeix actualment la sèrie de superherois Agents de SHIELD juntament amb ABC Studios i Marvel Television.
Les seves oficines (fetes de maons de vidre) es trobaven a la gran planta del 20th Century Fox de Los Angeles, anteriorment la casa de les Ten Thirteen Productions de Chris Carter. Segons el número de març de 2006 de la revista britànica The Word, les oficines es van tancar no gaire després que Angel fos cancel·lada.

## Produccions
La taula següent mostra els crèdits de producció de Mutant Enemy.
| Title                                          | Format             | Year         |
| ---------------------------------------------- | ------------------ | ------------ |
| Buffy the Vampire Slayer                       | Sèrie de televisió | 1997–2003    |
| Angel                                          | Sèrie de televisió | 1999–2004    |
| Firefly                                        | Sèrie de televisió | 2002         |
| Dr. Horrible's Sing-Along Blog                 | Sèrie web          | 2008         |
| Dollhouse                                      | Sèrie de televisió | 2009–2010    |
| Buffy the Vampire Slayer Season 8 Motion Comic | Sèrie animada      | 2010–2011    |
| Comic-Con Episode IV: A Fan's Hope             | Documental         | 2012         |
| The Cabin in the Woods                         | Pel·lícula         | 2012         |
| Marvel's Agents of SHIELD                      | Sèrie de televisió | 2013–present |
| The Nevers                                     | Sèrie de televisió | properament  |

## Nom i logotip
El nom "Mutant Enemy" es pren de la cançó "And You and I" de la banda de rock progressiu Yes, de la qual Whedon és un aficionat: "There'll be no mutant enemy/we shall certify/political ends/as sad remains will die" (No hi haurà enemic mutant/certificarem/finalitats polítiques/com queda trist morirà). Sobre les característiques especials dels DVD Buffy, Whedon també diu en una entrevista que va anomenar la seva màquina d'escriure "mutant enemy". El logotip i la mascota que apareix al final dels títols de crèdits de la companyia és una figura de dibuixos animats del monstre de vampirs mal animat intencionalment que travessa la pantalla de dreta a esquerra i diu: "Grr. Argh". El mateix Whedon va ser-ne el dibuixant i va donar les veus. En certs episodis de Buffy, l'animació es va canviar:
- "Becoming, Part Two": En canvi, diu "Oooh, I need a hug" (Oooh, necessito una abraçada).
- "Amends": porta un barret de Pare Noel.
- "Graduation Day, Part Two": porta un gorro de graduació; la imatge que s'utilitza és un logotip invertit de la Mortar Board de la societat nacional d'honor dels col·legis.
- "Once More, with Feeling": canta la línia amb veu de falset.
- "Storyteller": El monstre (tapat pel membre del repartiment Adam Busch) canta una línia de l'episodi, "We are as Gods".
- "Chosen": es gira i fa una ganyota a l'espectador.

L'episodi "Bargaining, Part One" fa referència al logotip de final de crèdits. Tara dona a Giles un petit monstre de goma i diu "And a monster. Sort of a Sunnydale souvenir, we thought. Grr. Argh." (I un monstre. Pensàvem com un tipus de record de Sunnydale. Grr. Argh). A la setena temporada de Buffy, hi ha una espècie de vampirs antics anomenada "Turok-Han" o Ubervamps, que semblen versions més detallades de Mutant Enemy.

## Membres
Els membres del personal de Mutant Enemy, tots els quals tenen crèdits d'escriptura i/o producció en almenys un dels espectacles anteriors, han inclòs, per ordre alfabètic, els següents:
- Jeffrey Bell
- Elizabeth Craft
- Steven S. DeKnight
- Ben Edlund
- Jane Espenson
- Sarah Fain
- Tracey Forbes
- David Fury
- Drew Goddard
- Drew Z. Greenberg
- David Greenwalt
- Rebecca Rand Kirshner
- Tim Minear
- Marti Noxon
- Doug Petrie
- Mere Smith
- Maurissa Tancharoen
- Jed Whedon
- Joss Whedon
- Zack Whedon